# Pancreas

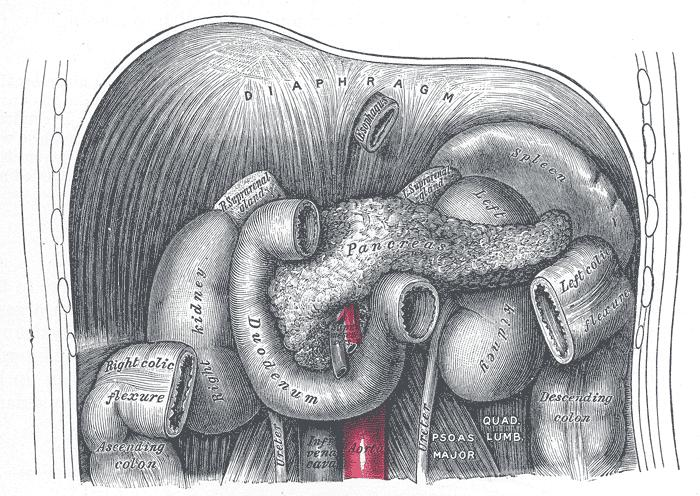
Localizarea pancreasului

Pancreasul este un organ ce este localizat în partea stângă a cavității abdominale (hipocondrul stâng), sub stomac, în potcoava duodenală. Este o glandă anexă a tubului digestiv, având atât o funcție exocrină (producând sucul pancreatic, ce participă la digestie), cât și una endocrină (secretând doi hormoni antagoniști, insulina, care este un hormon hipoglicemiant, și glucagonul, care este un hormon hiperglicemiant).

## Anatomia pancreasului

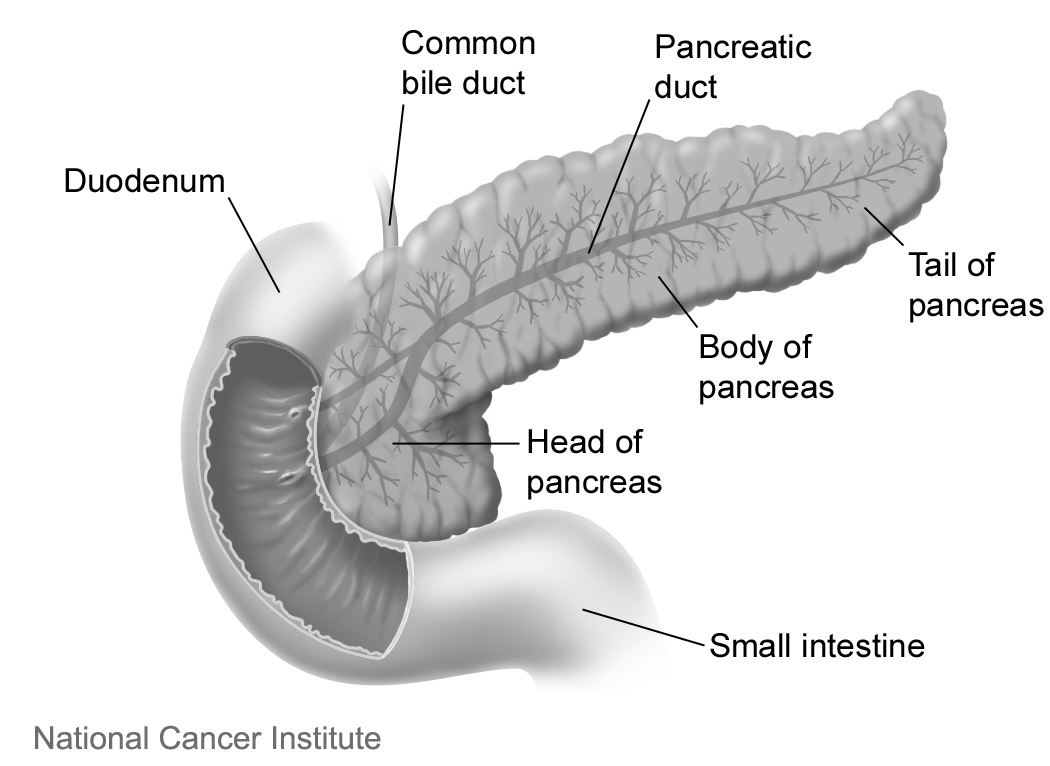
Anatomia pancreasului

Pancreasul este un organ anex aparatului digestiv, fiind o glandă cu secreție internă, având funcție atât exocrină, cât și endocrină. Are o greutate de aproximativ 80 g și o lungime de 15 – 20 cm. Pancreasului i se descriu un cap, un col (gât), un corp și o coadă.
- Capul pancreasului este porțiunea lățită a organului înconjurat de potcoava duodenală. Este atașat porțiunii interne a duodenului. Prezintă o prelungire mică, în formă de cârlig, numit procesul uncinat, orientat spre linia mediană a corpului.
- Colul (gâtul) pancreasului este mai îngust decât capul, din cauza venei porte, de mare calibru situată în spatele său. Este așezat deasupra vaselor mezenterice superioare.
- Corpul pancreasului  are, în secțiune, formă triunghiulară, și se găsește în fața aortei; este orientat în sus și spre stânga, pentru a fuziona cu coada.
- Coada pancreasului prezintă un vârf ascuțit, care intră în concavitatea splinei.

### Vascularizația și inervația pancreasului
Pancreasul este un organ bogat vascularizat. Capul pancreasului este irigat de două arcade arteriale formate din arterele pancreaticoduodenale superioară și inferioară. Corpul și coada pancreasului sunt irigate de ramificații ale arterei splenice. Sângele venos de la nivelul pancreasului este colectat de ramuri ale venei porte.
Inervația vegetativă a pancreasului provine din plexul celiac (simpatic) și de nervul vag (parasimpatic).

## Fiziologia pancreasului
Pancreasul exocrin
Sucul pancreatic este secretat de celulele acinare ale pancreasului exocrin. Este un lichid limpede, uneori cu conținut de mucus care se adaugă în canalele excretoare cu un pH = 8, la om se elimină zilnic o cantitate de 200-800 ml. Conține substanțe anorganice, cea mai importantă fiind bicarbonatul (care îi conferă caracterul alcalin) și substanțele organice (componentul cel mai important fiind enzimele).
Componentele anorganice
Bicarbonatul este secretat în ductele pancreatice printr-un proces activ (însoțit de creșterea consumului de oxigen) ce realizează o concentrație mare (cca 70mEq). El antrenează osmotic și apa de-a lungul ductului pancreatic.
Eliberarea clorului este invers proporțională cu a bicarbonatului, pH-ul sucului pancreatic reflectă pH-ul sangvin, bicarbonatul din suc crescând în alcaloza metabolică și scăzând în acidoza metabolică. Bicarbonatul neutralizează conținutul acid al duodenului. In ductul pancreatic apare o cantitate mare de natriu ion în schimbul potasiului. Natriu și potasiu se găsesc în sucul pancreatic într-o concentrație asemănătoare cu cea a plasmei ce se păstrează constant. Secreția acinară este izotonă, cea finală este hipertonă.
Componentele organice
Enzimele. Sunt cele mai importante componente ale sucului pancreatic. Acționează asupra celor trei principii alimentare și se împart în: amilolitice (alfa-amilază și maltoză), lipolitice (lipaza) și proteolitice (tripsina, chimotripsina, carboxipeptidaza).
Enzimele amilolitice
Alfa-amilaza este mai puternică decât cea salivară deoarece digeră și amidonul crud pe care îl transformă în maltoză, maltotrioză și dextrine. Acțiunea ei necesită prezența ionilor de clor, PH-ul optim de acțiune este 6,7-7.
Maltoza este în cantitate mică în sucul pancreatic. Împreună cu izmaltoza (din sucul intestinal) realizează hidroliza maltozei, maltotriozei și dextrinelor.
Enzime proteolitice
Tripsina secretata ca tripsinogen, activat în duoden de enterokinază (enzima secretat de mucoasa duodenală) se activează și autocatalitic. În activare intervin ionii de calciu. Tripsina desface legăturile peptidice ale proteinelor și ale polipeptidelor rezultând di-tri, tetra-peptide și unii aminoacizi. Ph-ul optim este 8.
Acțiunea tripsinei asupra tesutului pancreatic este impiedicată de inhibitori ce se află în țesutul pancreatic. Aceștia împiedică astfel autodigestia pancreasului exocrin. Acesta se poate totuși produce prin obstrucția ductelor pancreatice. Chimiotripsina deriva din chimiotripsinogenul activat de tripsină.
Enzimele lipolitice
Lipaza desface trigliceridele în acizi grași, monogliceride și glicerol acționează împreuna cu acizii biliari la interfața apalipidei PH-UL optim de acțiune este 7-9. Activatorii sunt clor, natriu si ionii de calciu.
Pancreasul endocrin- Insulina, Glucagonul, STS și PP
Insulina este hormon, secretat de insulele Langerhans, ce participă la metabolismul glucidelor. Insulina are o acțiune antagonistă glucagonului.
Structura
Insulina este un hormon, ce este compus din 2 lanțuri peptice, formate din 20-30 aminoacizi, unite între ele prin 2 legături bisulfidice. Moleculele de insulina sunt asemînătoare la mamifere, astfel încat mulți bolnavi de diabet sunt tratați cu insulina extrasă de la porci. Aceste molecule tind să formeze dimeri în soluție.
Insulina este o proteină mică cu masa de 5734 daltoni și cuprinde 51 resturi aminioacidice.
Este alcatuiti din doua lanțuri, un lanț A (cu 21 resturi aminoacidice) unul B (cu 30 de resturi aminoacidice) legate prin două punți disulfurice (A7-B7 si A20-B19); o a treia legatură disulfurică leagă restul Cys-A6 cu Cys-A11. Insulinele altor specii diferă de cea umană. Diferența cea mai mică există între insulina umană și cea de porc, acesta deosebindu-se numai prin natura restului C-terminal al lanțului B.
Insulina de porc din care s-a detașat treonina terinală este practic lipsită de antigenicitate și este folosită în tratamentul diabetului. Prin tehnologia ADN recombinat s-a obținut insulina umană pentru uz terapeutic. Insulina formează cu ionii Zn2+agregate, dimeri, tetrameri, hexameri. În pancreas insulina se află sub forma de hexameri. Forma activă circulantă este probabil monomerul.
Insulina râmăne în continuare unul dintre mijloacele cele mai bune de echilibrare a metabolismului intermediar perturbat în diabetul zaharat, la peste 30-40% din totalitatea bolnavilor.
În ultimul timp concluziile, atât ale pacienților cât și cercetătorilor sunt unanime în recunoașterea că un bolnav cu diabet zaharat corect echilibrat cu insulină, sau când este cazul, numai cu regim alimentar, este un om care poate duce o viață similară cu a celui care nu are diabet zaharat, ajungând la o medie de viață normală și fără complicații degenerative.
Particularități fizico-chimice
Este un hormon cu structura polipeptidică, cu greutate moleculară cca. 34000. Este secretată de celulele β din insulele lui Langerhans pancreatice și stocată în granulele celulare. Degranularea apare după corticostenoizi, gluconi, hormon somatotrop, sulfaniluree.
Structura chimică este definită după specia animală, dar activitatea biologică este independentă de specie. Monomerul insulinei bovine are greutatea moleculara de cca. 5700 și este format din două catene ponpeptidice legate prin două punți disulfidice. A fost obținuta și pe cale sintetică (1963) din 51 de aminoacizi, operația necesitând 200 de etape, cu un randament 5x10
Există două tipuri principale de preparate insulinice, hiposolubile și apoasă, la pH intens acid (2,5-3,5).
Preparatele hidrosolubile conțin insulină amorfă sau cristalizată, în soluție apoasă, la pH intens acid (2,5-3,5).
Suspensiile apoase conțin derivați greu solubili de insulina, la pH apropiat de neutru (7,1-7,5).
Ele sun preparate depot sau retard. Conțin fie complexe insulina-proteine (globin-zinc-insulina, izofan-zinc-insulina, protamin-zinc-insulina) fie complexe zinc-insulină:
a) Cu insulina amorfă = insulina semilentă;
b) Cu insulina cristalizată = insulina ultralentă;
c) Cele doua forme in proportie de 30%+70%= insulina(lentă)
Particularități farmacocinetice. Insulina normală ajunge =5-25 microunități\ml (SI = 5-25 MILIUNITAI\L). Este inactiva in tubul digestiv, după administrare orală.
Insulina injectată trece repede în țesuturi unde este captată și inactivată de insulinază. Jumătate din insulina excretată în ena pancreatică este degradată în timpul unei singure treceri prin ficat. Insulină circulantă este metabolizată de rata de 2%\ minut. F½ 0,6 ore, 1-2 ore forma cristalizată, injectabil. Se excretă renal în cantități mici
Particularități farmacodinamice. Insulina influențează intens metabolismul glucidic. Este activă numai ca moleculă întreagă. Acționează direct la nivel celular, inclusiv pe țesuturi izolate. Crește utilizarea glucozei. Favorizează transferul glucozei prin membrană celulară, permițând creșterea utilizării ei tisulare, influențează indirect acțiunea heokinazei , contracarând efectul inhibitor al corticosteroizilor asupra enzimei. Intervine în fosforilarea oxidativă, favorizând formarea compușilor macroenergici. Scade ritmul eliberării glucozei din ficat.
În lipsa insulinei se produce hiperglicemie cu suira de fenomen datorate acesteia, glicozurie, poliurie, polidipsie, excreție crescuta de electroliți.
Neutralizarea glucozei ca sursă de energie, în lipsa insulinei, este compensată prin mobilizarea și oxidarea lipidelor, cu apariția de corpi cetonici. Insuficiența secreției de insulina duce la gluconeogeneză din proteine, care sunt consumate în exces, aparând creșterea azotului urinar. Toate aceste tulburări sunt înlaturate prin administrarea insulinei care determină diminuarea hiperglicemiei, dispariția glicozuriei și a corpilor cetonici din urină.
Perioada de latență și durata acțiunii hipoglicemiante sunt diferite la preparatele de insulină folosite în terapeutică.
Particularitățile farmacotoxicologice. Supradozarea insulinei produce hipoglicemie cu simptome: vegetative (consecințe ale eliberarii reflexe, compensatorii, de catecolamine, transpirație, tahicardie, hipertensiune, paloare); psihice (anxietate, iritabilitate, confuzie); digestive (foame, greață, creșterea contracțiilor de foame); nervoase (amețeli, paralizii trecătoare, , tremurături, convulsii).
La o glicemie sub 40 mg\100ml, fenomenele sunt foarte intense, imposibilitate de orientare, delir, convulsii. În lipsa tratamentului se produce comă și moartea.
Unele preparate de insulină, insuficient purificate și cele cu globină sau protamină pot aduce fenomene alergice, cu manifestări locale (eritem, edeme, dureri) sau generale (urticarie). La locul injecțiilor subcutanate insulina poate produce lipodistrofii, cu fenomene hiper sau hipotrofice, care se evită prin schimbarea locului de injecție în fiecare zi.
Alteori apar fenomene iritative (hiperemie, vezicule), întretinute adese de prezența alcoolului în seringa.
La unii bolnavi (uneori până la 90%) tratați cu insulină clasică, mai ales bovină, apare insulino-rezistența, în primele 12 sîptămâni, manifestată prin diminuarea sau dispariția efectului specific hormonal, ca urmare a apariției de anticorpi antiinsulinici, care inactivează substanța exogena. Insulina de porc are capacitate mai redusă, inductoare a sintezei de imunoglobuline, decăt cea bovină.
Insulina bine purificată (MC -monocomponenta sau RI - rate imminogenum) nu este imunogenă. Uneori, mai ales la începutul administrării insulinei, pot apărea edeme și tulburări de refracție, care dispar în timp.Regresiunea acestor efecte adverse poate fi grăbită prin dietă hiposodată și diuretice

## Boli și afecțiuni ale pancreasului

### Diabetul
În cadrul unui bolnav de diabet zaharat de tip 1, pancreasul nu poate produce insulină din cauza distrugerii celulelor beta de către sistemul imunitar, ducând la hiperglicemie.
Dacă organismul este bolnav de diabet zaharat de tip 2, pancreasul este sănătos, dar din cauza organismului ce nu folosește eficient insulina, acesta devine suprasolicitat, secretând tot mai puțină insulină după primul an.

### Cancerul pancreatic
Cancerul pancreatic este, la ora actuală, unul dintre tipurile de cancer cu mortalitatea cea mai mare.
Mai puțin de una din cinci persoane care suferă de această formă de cancer se mai află în viață la un an de la diagnosticare.